# Belyta seron
Belyta seron är en stekelart som beskrevs av Nixon 1957. Belyta seron ingår i släktet Belyta, och familjen hyllhornsteklar. Arten är reproducerande i Sverige.